# Los Santos (prowincja)
Los Santos – prowincja w środkowej części Panamy. Stolicą jest miasto Las Tablas. Ludność jest szacowana na 95 485 (2018). Powierzchnia wynosi 3 809,4 km².  
Prowincja położona jest na półwyspie Azuero nad Oceanem Spokojnym. Od zachodu graniczy z prowincją Veraguas, od północy z prowincją Herrera. Klimat tropikalny, w górach umiarkowany. Gospodarka: hodowla bydła, rolnictwo, wydobycie soli, drobny przemysł tekstylny. Wskaźnik rozwoju społecznego HDI: 0,751 (wysoki).

## Demografia
Szacowana populacja w połowie 2018 roku wynosiła 95 485 osób. Liczba ludności podana w spisie powszechnym z 2010 roku to 89 592 osoby.
Większość ludności prowincji jest pochodzenia hiszpańskiego. Tylko 656 osób stanowi ludność rdzenna. Spośród nich 35,7% stanowią Indianie Kuna, 35,2% Ngäbe, 17,1% Buglé.